# Per I. Gedin
Per I. Gedin  är en svensk bokförläggare och författare.

## Biografi
Efter en filosofie licentiatexamen i konsthistoria vid Uppsala universitet började Gedin arbeta på Albert Bonniers Förlag som chef för Bokklubben Svalan.  1957 tog han initiativet till Sveriges första moderna pocketutgivning Aldusböckerna, som utvidgades 1960 med Delfinböckerna i ett separat förlag, Bokförlaget Aldus.
1961 blev han delägare och bokförläggare i förlaget Wahlström & Widstrand. Mellan 1987 och 1998 var han verksam på Gedins förlag. Gedin har under årens lopp varit en flitig debattör i bokbranschfrågor. 
Han har varit styrelseledamot i Svenska Bokförläggareföreningen 1967–1979 samt 1987–1993, som ordförande 1990–1993, där han bland annat tog initiativet till Augustpriset. Bland andra uppdrag kan nämnas styrelseledamotskap i Svenska PEN 1967–1974, Månadens bok 1973–2006 och Pocketshop 1992–2004. Han var styrelseordförande i Lind & Co 2006–2011. Han utnämndes till fil. hedersdoktor vid Stockholms universitet 1999, erhöll Övralidspriset 2012, Stora fackbokspriset 2018 och utnämndes till hedersledamot av Stockholms nation, Uppsala universitet 2023. Sedan 1999 är Gedin huvudsakligen verksam som författare. 
Han har skrivit böcker om bland andra Verner von Heidenstam, Karl Otto Bonnier, Carl Larsson, Isaac Grünewald och Gregor Paulsson. Boken om Bonnier nominerades till Augustpriset, medan böckerna om Carl Larsson och Grünewald nominerades till Stora fackbokspriset. Boken om Gregor Paulsson, När Sverige blev modernt, vann det senare 2018.
År 2013 utnämndes han till hedersledamot i Heidenstamsällskapet med motiveringen att han ”genom sin forskning och sitt författarskap på ett ovärderligt sätt bidragit till att sprida ljus kring Heidenstams person och väcka intresse för hans liv och litterära verk”. Han är även hedersledamot av Zornakademien. 
2020 tilldelades han Svenska förläggareföreningens hederspris..

### Familj
Per I. Gedin är gift med Ann Katrin Pihl Atmer och har barnen Marika Gedin, Andreas Gedin och David Gedin i sitt tidigare äktenskap med Birgitta Gedin. Han är bror till Hans I. Gedin, svåger till Lena Fries-Gedin och farbror till Eva Gedin och Jessika Gedin.

## Filmografi
- 1971 – Äppelkriget
- 1972 – Mannen som slutade röka
- 1978 – Picassos äventyr